# Kungsbacka
Kungsbacka (gammel dansk: Kongsbak) er en by i det nordlige Halland og hovedby i Kungsbacka kommun, Hallands län, Sverige. Byen er i dag en del af storbysområdet Stor-Göteborg.
Byen (da med stavemåden Konghensbacke, 1382, eller Kongæsbacke, 1403, altså Kongensbakke eller Kongsbakke) var i middelalderen en dansk grænsehandelsplads og i en periode Danmarks mindste købstad. Kongsbakke fik sit købstadsprivilegium i begyndelsen af 1400-tallet. Efter at Halland blev svensk i 1645, mindskedes byens betydning. Det nærliggende Göteborg opsugede såvel befolkning som erhvervsliv, og Kungsbacka var længe en af Sveriges mindste byer med et indbyggertal under 1.000 i slutningen af 1800-tallet. I midten af 1800-tallet hærgedes byen af en stor brand, men byen blev for store deles vedkommende genopført. Den indre by er i dag præget af lave træhuse fra omkring 1900.
Frem til 1960'erne var Kungsbacka en ubetydelig by. Da Kungsbacka kommune i 1970'erne blev udvidet, og unge familier samtidig begyndte at flytte væk fra storbyerne, begyndte indbyggertallet imidlertid at stige og flere boliger blev opført. Byen er ikke vokset i samme takt overalt; størstedelen af boligbyggeriet er sket på Onsala-halvøen og langs kysten.
I byen ligger virksomheden Bergsala AB som distribuere Nintendo i norden og de baltiske lande siden 1981. Virksomheden havde tidligere et Nintendo museum som lukkede i 2020 hvor man kunne se Nintendos produkter igennem tiderne, det er dog planen at den skal åbne igen når Bergsalas nye kontorbygning står færdig en gang i efteråret 2023. Ved virksomheden er der opstillet en statue af Mario som står nær motorvej E6/E20, der går mellem Malmö og Göteborg.

## Venskabsbyer
- Hadsten